# John Dunning (juriste)
Ne doit pas être confondu avec John Dunning ou John Dunning (écrivain).
Pour les articles homonymes, voir Dunning.
John Dunning, lord Ashburton (Ashburton (Devon), 18 octobre 1731-Exmouth, 18 août 1783), est un jurisconsulte britannique.

## Biographie
Premier avocat du barreau de Londres, membre de la chambre des communes où il obtient de nombreux succès. Il est l'auteur d'une motion votée par la Chambre le 6 avril 1780 qui est destinée à lutter contre la corruption et réduire l'influence de la Couronne. Les Lettres de Junius (Letters of Junius (en) lui ont été attribuées.